# Придорожнє (Славський район)
Придорожнє (рос. Придорожное) — селище Славського району, Калінінградської області Росії. Входить до складу Большаковського сільського поселення.
Населення — 547 осіб (2015 рік).

## Населення
| 2002 | 2010 |
| ---- | ---- |
| 504  | ↗547 |